# Лангензендельбах
Лангензендельбах (нем. Langensendelbach) — община в Германии, в земле Бавария. 
Подчиняется административному округу Верхняя Франкония. Входит в состав района Форххайм.  Население составляет 2955 человек (на 31 декабря 2010 года). Занимает площадь 9,59 км².
Коммуна подразделяется на 2 сельских округа.

## Население
По оценке на 31 декабря 2015 года население общины Лангензендельбах составляет 3046 чел. 

| Дата      | 1840 | 1871 | 1900 | 1925 | 1939 | 1950 | 1961 | 1970 | 1987 | 2011 |
| --------- | ---- | ---- | ---- | ---- | ---- | ---- | ---- | ---- | ---- | ---- |
| Население | 642  | 612  | 668  | 725  | 817  | 1161 | 1165 | 1473 | 2413 | 2921 |

| Год       | 1960 | 1970 | 1980 | 1990 | 2000 | 2009 | 2010 | 2011 | 2012 | 2013 | 2014 | 2015 |
| --------- | ---- | ---- | ---- | ---- | ---- | ---- | ---- | ---- | ---- | ---- | ---- | ---- |
| Население | 1080 | 1597 | 2352 | 2517 | 2843 | 2925 | 2955 | 2950 | 2990 | 2980 | 3014 | 3046 |